# Ectenopsis australis
Ectenopsis australis är en tvåvingeart som beskrevs av Ricardo 1917. Ectenopsis australis ingår i släktet Ectenopsis och familjen bromsar. Inga underarter finns listade i Catalogue of Life.